# جون كونور (لاعب كرة قدم بريطاني)
جون كونور (بالإنجليزية: John Connor)‏ هو لاعب كرة قدم بريطاني (وحمل سابقاً جنسية المملكة المتحدة لبريطانيا العظمى وأيرلندا) في مركز الظهير، ولد في 1914 في المملكة المتحدة، وتوفي في 1978. لعب مع بولتون واندررز ونادي ترانمير روفرز لكرة القدم.